# Ponto Chique
Ponto Chique är en kommun i Brasilien.   Den ligger i delstaten Minas Gerais, i den sydöstra delen av landet, 300 km öster om huvudstaden Brasília. Antalet invånare är 3 966.
Omgivningarna runt Ponto Chique är huvudsakligen savann. Runt Ponto Chique är det mycket glesbefolkat, med 6 invånare per kvadratkilometer.